# 克谢尼耶夫卡 (外贝加尔边疆区)
克谢尼耶夫卡（羅馬化：Ksenʹyevka）是俄罗斯外贝加尔边疆区的市级镇，属莫戈恰区，在区行政中心莫戈恰西偏南、边疆区首府赤塔东北方。
该地2021年人口有2,531人；2010年人口2,980；2002年人口3,496；1989年人口5,104。